# Van der Heijdenlaan 8 (Baarn)
De villa Generaal Karel van der Heydenlaan 8 is een beschermd gemeentelijk monument in Baarn, in de provincie Utrecht.
Het huis werd in 1904 gebouwd door architect C. Sweris en is bijna gelijk aan het belendende pand Van der Heydenlaan 10. In 1910 is de achterzijde uitgebouwd. De gevel is op een aantal plaatsen bepleisterd. Aan de linkerzijde van het pand is een serre aangebouwd.